# Способи газифікації вугілля
Способи газифікації вугілля — хімічні реакції, що становлять процес газифікації вугілля, належать до класу гетерогенних реакцій типу газ — тверде і супроводжуються досить великими перетіканнями енергії. Тому при розробці способу газифікації вугілля провідну роль відіграють питання тепломасообміну .
Це вкрай важка технологічна проблема: узгодити таким чином динаміку хімічних реакцій і пов'язаних з ними процесів тепломасообміну з властивостями використовуваного вугілля, конструкційними матеріалами, а також стаціонарними і динамічними режимами роботи реактора, щоб одержуваний сирий газ по можливості ближче відповідав передбачуваному призначенню або шляхом відносно простих операцій переробки або перетворення наводився до необхідного складу.
Для повної газифікації вугілля необхідно підвести до нього велику кількість тепла, щоб забезпечити енергією відновлювальні реакції. Тому в залежності від обраного способу теплопередачі процеси газифікації можуть бути розділені на кілька груп. Більш детальна класифікація проводиться за такими характеристиками, як енерговикористання, виробничі можливості і склад газу. З найбільш загальних позицій способи газифікації діляться на аллотермічні і автотермічні згідно з тим, підводиться тепло в реактор зовні або воно виробляється в процесі реагування всередині газифікатора. Аллотермічний спосіб надає більше можливостей: або приводити газоподібний, рідкий або твердий теплоносій у безпосередній контакт з нагріваємим вугіллям, або нагрівати завантажуване вугілля побічно — через теплообмінну поверхню. Всі ці варіанти були вже випробувані. Прямий теплопідвод навіть знайшов промислове застосування в способі " Вельцгаз ", проте в цьому вигляді він годиться тільки для газифікації бурого вугілля через низьку теплоємность газів.
Тверді теплоносії були випробувані в кількох нових процесах. При цьому зазвичай як теплоносій використовується саме вугілля, яке спочатку нагрівається шляхом часткового спалювання, а потім подається в реактор газифікації. Раніше широко поширені промислові циклічні генератори водяного газу, в яких чергуються періоди продувки і газоутворення, можуть також розглядатися як окремий варіант реактора з твердим теплоносієм. В даному випадку в одному і тому ж реакторі, але в різних місцях одночасно протікають ендо- та екзотермічні процеси.
Зазвичай в автотермічний процесах шляхом зміни складу газифіцируючого агента домагаються такої узгодженості первинних ендо- і екзотермічних реакцій, щоб сумарний процес розвивався бажаним чином . Як наслідок, в сирому газі, крім значного вмісту CO + CO2, може бути присутнім азот, в той час як в аллотермічних способах він відсутній. Але, з іншого боку, дуже велика перевага полягає в тому, що в автотермічних процесах виключаються втрати при теплопередачі. Крім того, газогенератори опиняються більш простими у виготовленні. Далі, в міру необхідності шляхом регулювання змісту кисню в газифікуючому агенті можна швидко і точно дозувати тепло, необхідне для реагування. Завдяки цим перевагам всі використовувані в даний час промислові способи газифікації без винятку є автотермічними .
У автотермічних газогенераторах за рахунок застосування кисню надається можливість підняти температуру істотно вище, ніж це можливо в аллотермічних реакторах. Внаслідок цього значно прискорюються реакції газифікації. Цим способом можна також газифікувати і порівняно інертні вугілля або вугілля з високим вмістом баласту. Правда, при підвищенні температури необхідно ретельно стежити за тим, щоб вугільна зола або ще не досягала температури розм'якшення і могла віддалятися в сухому вигляді, або доводилася до рідкого стану в відповідним чином модифікованих генераторах з вогнетривкою футеровкою. Експлуатація в проміжній області призводить до налипання вузької розм'якшеної зони і викликає неполадки в роботі газифікатора. Відповідне регулювання досягається шляхом зміни співвідношення пар / кисень.
Противоточна подача вугілля газифікуючого агента, реалізована в більшості шарових генераторів, призводить до того, що в різних місцях при різних температурах вугільного шару домінують різні реакції процесу газифікації.
Свіже вугілля попередньо нагрівається воднемістним газом і піддається полукоксованню, внаслідок чого в сирому газі міститься порівняно багато смол, масел і вуглеводневих газів. Далі утворившийся напівкокс в зоні газифікації взаємодіє з перегрітою водяною парою, а слабореакційний вуглецевий залишок в нижчележачій зоні горіння практично повністю вигазовується киснем свіжого газифіцируючого агента. Потік дуття нагрівається при проходженні через горячий шар золи і зону горіння, а що утворився в зоні напівкоксування і підігріву сирий газ знову охолоджується, так що, крім дуже вигідного напрямку потоків, досягається відмінне тепловикористування. Для шарової газифікації використовується тільки кускове вугілля, який утворює досить пухку засипку. До цих пір у шарових реакторах використовувались неспікливе або в гіршому випадку слабоспікливе вугілля або кокс. Нові розробки на базі газогенератора Лургі під тиском забезпечили можливість роботи і на спікливому вугіллі.
Великим недоліком шарових газогенераторів старої конструкції була їх порівняно низька продуктивність, яка залишалася незадовільною і при використанні крупнокускового вугілля. Вихід з цього становища полягав у підвищенні реакційної температури вище температури плавлення золи (генератори з рідким шлаковидаленням) і в переході до експлуатації під тиском. Обидва варіанти були успішно реалізовані. Правда, генератори з рідким шлаковидаленням придатні тільки для газифікації коксу; вони зараз вже не виробляються. Генератори під тиском з вбудованою мішалкою можуть працювати на будь-якому кусковому вугіллі; промислові газифікатори такого типу виготовляються до теперішнього часу. В нових розробках намагаються пристосувати до промислового використання рідиношлаковий генератор під тиском, який може працювати на кусковому вугіллі (не гірше, ніж на слабоспікливому). Порівняно висока продуктивність, досягнута на цьому газогенераторі, обмежується пропускною здатністю вугільних шлюзів.
Якщо дрібнозерниста засипка продувається повітрям при підвищеному тиску, то через високу швидкість потоку вона розпушується, і тверді частинки приходять в коливальний, циркуляційний рух. Цей принцип був використаний і при газифікації вугілля. Внаслідок активного перемішування твердих частинок в реакторі з псевдозрідженим шаром відсутні чітко виражені реакційні зони, як, наприклад, у щільному шарі. Навпаки, псевдоожиженний стан зернистого матеріалу забезпечує однорідний розподіл температури по об'єму шару, в результаті чого реакції газифікації розвиваються також набагато однорідніше. В протилежність поведінці твердого матеріалу склад газу по висоті шару повністю змінюється: у нижній частині шару переважають процеси горіння; у верхній — газифікації; окрема зона напівкоксування відсутня. Крім того, завантажуване вугілля дуже швидко нагрівається до реакційної температури.
Летючі речовини, які виділяються, піддаються гідрокрекінгу гарячим водневмісним газом, тому на виході з газогенератора в сирому газі є дуже незначний вміст смоли та вуглеводневих газів. За рахунок класифікації газовим потоком виноситься значно більше дрібниць. Тому запиленість сирого газу дуже висока. Пил з досить високим вмістом вуглецю може бути використаний як допоміжний фільтрувальний матеріал завдяки його великій внутрішній поверхні або може бути повернутий у газогенератор.
Завдяки притаманній псевдоожиженному шару високої рухливості твердих частинок, які, крім того, володіють великою теплоємністю, теплопередача від шару до стінки або до зануреної в шар поверхні нагріву здійснюється з дуже високою інтенсивністю. Цю властивість використано в новому процесі газифікації з метою аллотермічного підведення тепла в газогенератор через теплообмінник. Тепло, необхідне для газифікації, в цьому випадку може підводитися «екологічно чисто», наприклад, з високотемпературного ядерного реактора за допомогою охолоджувального агента. При цьому відпадає необхідність у спалюванні викопних палив. У такому способі значно зростає вихід газу на одиницю введеного палива і відповідно зменшується вихід СО2.
Апарати з киплячим шаром завдяки особливим гідротехнічним властивостям флюидизированного шару досить гнучкі по відношенню до змінних навантажень, які не чинять сильного впливу на термічний кпд газогенератора. Недоліками такого способу оформлення процесу є обмеження на робочу температуру (нижче температури розм'якшення золи) і відносно великі габаритні розміри газогенераторів з киплячим шаром, обумовлені наявністю значного відстійного простору над реакційної зоною. В нових розробках намагаються подолати ці недоліки: перший — за допомогою «антиразмягчуючих» добавок, другий — шляхом підвищення тиску.
Через інтенсивне перемішування твердого матеріалу газогенератори з киплячим шаром не можна віднести до противоточних апаратів. Навпаки, вони швидше проявляють властивості реактора з поперечним або прямоточним рухом реагентів. Так, наприклад, виходячий з киплячого шару газ має фактично реакційну температуру. У зв'язку з цим підвищується вимога до використання тепла газів, що відходять, щоб забезпечити високий термічний кпд. Якщо швидкість потоку газифікуючого агента збільшити настільки, щоб сила впливу на частинки перевищувала їх вагу, то настає режим пневмотранспорту (зважений потік). У зваженому потоці виявляється можливим проводити газифікацію при підвищеній температурі. При цьому не потрібно дуже великого об'єму реактора, так як внаслідок надзвичайно швидко протікаючих процесів реагування час перебування в реакційній зоні може прийматися досить малим. Реакційна зона в такому газогенераторі зменшується до розмірів факела, утвореного прямоточним рухом вугілля і газифікуючого агента. Висока реакційна температура (понад 1500 °С), яка необхідна для повного використання вугілля і безперешкодного рідкого шлаковидалення, досягається за рахунок зменшення вмісту водяної пари в газифікуючому агенті. Газифікація здійснюється головним чином у результаті неповного окислення вуглецю.
Наслідком такого технологічного режиму є високий вміст окису вуглецю в сирому газі в залежності від реакційної здатності використовуваного вугілля, який, як правило, повинен піддаватися конверсії для отримання кінцевого продукту. При виробництві синтез-газу цей спосіб має перевагу, що полягає в тому, що в газі містяться лише сліди метану, а смола та інші вищі вуглеводні відсутні.
Реактор зі зваженим потоком може працювати на вугіллі будь-якого типу, проте для досягнення високого ступеня газифікації вуглецю потрібно дуже тонке подрібнення. Крім того, внаслідок високої температури газів на виході з реактора необхідна глибока утилізація тепла, щоб досягти високих значень термічного ккд. Витрата кисню для цього газогенератора досить високий порівняно з іншими типами реакторів.
Експлуатація газогенераторів зі зваженим потоком при підвищеному тиску дозволяє сподіватися на досягнення більш високої питомої продуктивності. Проте до цих пір не розв'язане задовільно питання про подачу вугільного пилу в газогенератор під тиском і дозуванням вугілля в реакційну зону. В даний час це головні труднощі в розробці нових реакторів.
В газогенераторах з рідким теплоносієм вугілля і газифікуючий агент вдуваються в розплавлений шар теплоносія, який завдяки високій теплоємності сприяє рівномірному і стабільного перетворенню вугілля, а також згладжуванню наслідків змінних навантажень. Як теплоносій були запропоновані: вугільний шлак, розплави солей і металів. До переваг даного методу відносять порівняльну простоту виведення залишку, так як залишок і теплоносій знаходяться в однаковому (рідкому) агрегатному стані, та відносно просту подачу флюсу для поліпшення плинності шлаку.
Паливні гази, вироблені при газифікації вугілля, по теплотворності можуть бути розділені на три групи, які одночасно розрізняються і за цільовим призначенням. До низькокалорійним відносяться гази, які виробляються пароповітряною газифікацією і мають теплоту згоряння близько 3,8—7,6 МДж/м3.
При парокислородній газифікації отримують газ з теплотою згоряння близько 10,5 — 16 МДж/м3, який може перероблятися в водень, відновний газ або синтез-газ, а також або безпосередньо, або після карбюризации використовуватися як паливний газ.
Шляхом гідрогазифікації виробляється газ дуже багатий метаном з теплотою згоряння понад 21 МДж м3, який придатний для виробництва ЗПГ.